# Alexander Moissi
Alexander Moissi (2 de abril de 1879 – 22 de marzo de 1935) fue un actor teatral y cinematográfico austriaco de origen albanés.

## Biografía
Su nombre de nacimiento era Aleksandër Moisiu, y nació en Trieste, en aquel momento parte del Imperio austrohúngaro y actualmente perteneciente a Italia, siendo sus padres Moisi Moisiu, un rico comerciante de trigo y aceite natural de Kavajë, y Amalia de Rada, natural de Trieste y de origen arbëreshë, hija de un médico de Florencia.
Tras formarse en internados en Trieste, Durrës y Graz, a los 20 años finalmente se asentó con su madre y dos hermanas en Viena. Empezó estudios de canto y se presentó para cursar estudios dramáticos en el Burgtheater, pero fue rechazado debido a su fuerte acento italiano, por lo que hubo de contentarse con hacer papeles mudos. Aun así, su actuación en Tartufo, de Molière, en la temporada 1899/1900 del Burgtheater, llamó la atención del renombrado actor austriaco Josef Kainz. Con el apoyo de Kainz, Moisiu inició una carrera que le llevó a ser uno de los grandes intérpretes del teatro europeo de principios del siglo XX. Al siguiente año actuaba en la Ópera Estatal de Praga, y en 1903 entró a formar parte del elenco del Deutsches Theater de Berlín, donde trabajó con el apoyo del influyente director Max Reinhardt. Junto a Rudolph Schildkraut actuó en la representación dirigida por Reinhardt de la obra de Shakespeare El mercader de Venecia, haciendo énfasis en su melodiosa declamación, la cual acabó convirtiéndole en una estrella.
Moissi y la compañía de Reinhardt viajaron por el Imperio ruso en 1911, siendo alabado en San Petersburgo por el crítico y dramaturgo Anatoli Lunacharski gracias a su interpretación en la pieza de Sófocles Edipo rey. Viajando por Europa y América, su papel más famoso fue el de Fedya en  El cadáver viviente, de León Tolstói – representada más de 1400 veces por él, con más de un millón y medio de espectadores. En 1914 Moissi adquirió la nacionalidad alemana y fue voluntario en la Primera Guerra Mundial, y durante la Revolución de noviembre formó parte de la Liga Espartaquista.

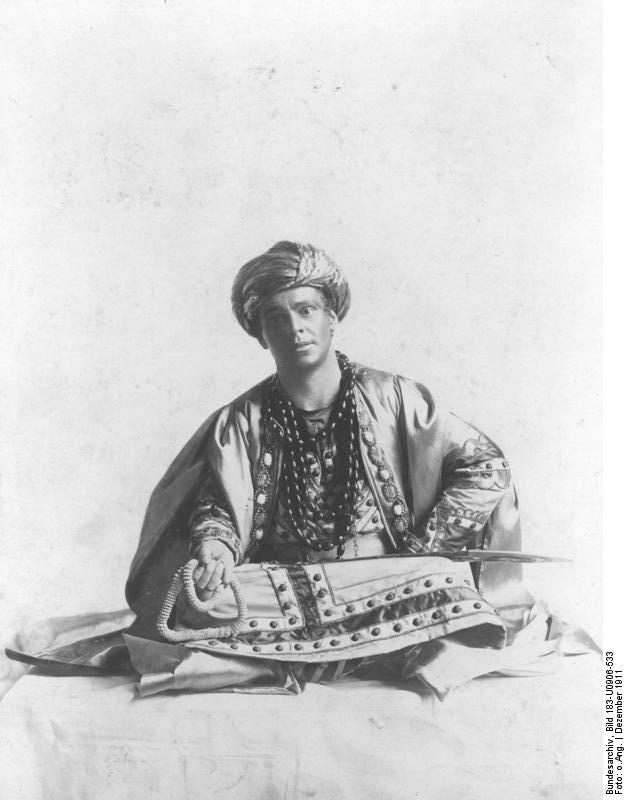
Moissi como el Príncipe Kalaf en la pieza de Carlo Gozzi Turandot, Deutsches Theater, Berlín, diciembre de 1911

En 1920 hizo el primer papel en la primera representación de la obra de Hugo von Hofmannsthal Jedermann, adaptación de The Somonyng of Everyman representada en el Festival de Salzburgo. Sin embargo, Moissi no se adaptaba al movimiento teatral expresionista alemán y al teatro épico, ambas corrientes iniciadas por directores como Erwin Piscator y Bertolt Brecht. Finalmente dejó Alemania, tras el Machtergreifung Nazi en 1933, ofreciéndole la nacionalidad albanesa el Rey Zog I de Albania.
Alexander Moissi falleció a causa de una neumonía el 22 de marzo de 1935 en Viena (otras fuentes dan como fecha de su muerte el 23 de marzo de 1935, y la localidad del deceso Lugano), siendo enterrado en el Cementerio de Morcote, sobre el Lago de Lugano, en Suiza. Según la autobiografía de Stefan Zweig, su muerte ocurrió en el Grand Hotel de Viena.

## Carrera artística
Su repertorio de primeros papeles abarcaban todo el espectro del drama europeo, desde el Teatro de la Antigua Grecia al modernismo del siglo XX. Fue el primer actor europeo en interpretar personajes de August Strindberg, León Tolstói, Antón Chéjov, Luigi Pirandello y Hugo von Hofmannsthal.
En Berlín Moissi fue alabado por su actuación en 1906 encarnando a Oswald en la pieza de Henrik Ibsen Espectros, y por el estreno de la obra de Frank Wedekind Despertar de Primavera. Sus interpretaciones de personajes como Hamlet, Edipo, Fausto, Dubedat (en The Doctor's Dilemma, de George Bernard Shaw), y otros muchos, fueron muy alabadas en su época, como también lo fue su voz y su registro emocional. Además de trabajar en el Deutsches Theater, Moissi también actuó en el Volkstheater y en el Theater in der Josefstadt, ambos en la ciudad de Viena.
Aunque fue fundamentalmente un actor teatral, también participó en diez producciones cinematográficas entre 1910 y 1935, siete de las cuales eran mudas, destacando de entre ellas Der Student von Prag, de Hanns Heinz Ewers (1913).
Aunque era cristiano, a Moissi se le consideró a menudo judío, total o parcialmente, a causa de su apellido (se traduce como "Moisés") y a su relación amistosa con actores judíos en una época en la que el antisemitismo iba en ascenso.

## Vida personal
Moissi se casó dos veces:
- Su primer matrimonio fue con la vienesa Maria Moissi, fundadora de la escuela dramática Schauspielschule Maria Moissi Berlin, en la cual su marido también impartía clases.[12] Tuvieron una hija, Beate Moissi (nacida en 1906).

Alexander Moissi tuvo otra hija con Herta Hambach, Bettina Moissi (1923).
- Su segundo matrimonio fue con la actriz alemana Johanna Terwin.[12]

## Filmografía
- Meier Helmbrechts Flucht und Ende (1913)
- Der Student von Prag, de Stellan Rye y Paul Wegener (1913)
- Das schwarze Los, de John Gottowt (1913)
- Die Augen des Ole Brandis, de Stellan Rye (1913)
- Kulissenzauber, de Heinrich Bolten-Baeckers y Leo Peukert (1915)
- Sein einziger Sohn, de Adolf Gärtner (1915)
- Pique Dame, de Arthur Wellin (1918)
- Der Ring der drei Wünsche, de Arthur Wellin (1918)
- Erborgtes Glück, de Arthur Wellin (1919)
- Der junge Goethe, de Arthur Wellin (1919)
- Zwischen Tod und Leben, de Arthur Wellin (1919)
- Figaros Hochzeit, de Max Mack (1920)
- Die Nacht der Königin Isabeau, de Robert Wiene (1920)
- Kean, de Rudolf Biebrach (1921)
- Die Königsloge, de Bryan Foy (1929)
- Lorenzino de' Medici, de Guido Brignone (1935)
- Barcarola, de Gerhard Lamprecht (1935)